# Ana Raquel Pérez
Ana Raquel Pérez Galindo (nacida el 9 de octubre de 1978 en Madrid, Comunidad de Madrid) es una jugadora de hockey sobre hierba española. Disputó los Juegos Olímpicos de Atenas 2004  con España, obteniendo un décimo puesto. 

## Participaciones en Juegos Olímpicos
- Atenas 2004, puesto 1.